# Морейра, Сара
Сара Морейра — португальская легкоатлетка, которая специализируется в беге на длинные дистанции. Двукратная бронзовая призёрка чемпионатов Европы в 2010 и 2012 годах на дистанции 5000 метров. Бронзовая призёрка чемпионата мира по кроссу 2009 года в командном первенстве. Победительница чемпионатов Европы по кроссу в 2009 и 2010 годах в командном первенстве.
Выступала на Олимпийских играх 2008 года на дистанции 3000 метров с препятствиями, но не смогла выйти в финал. На Олимпиаде в Лондоне заняла 14-е место в беге на 10 000 метров.
Признана лучшей спортсменкой 2013 года в Португалии.

## Сезон 2014 года
Заняла 5-е место на чемпионате Европы в беге на 10 000 метров. В 2014 году приняла участие в двух полумарафонах. 14 сентября заняла 2-е место на полумарафоне Порту — 1:10.50. 5 октября финишировала 2-й на Португальском полумарафоне — 1:11.07.